# Carabus depressus
Carabus depressus es una especie de insecto adéfago del género Carabus, familia Carabidae. Fue descrita científicamente por Bonelli en 1810.
Habita en Austria, Francia, Italia y Suiza.